# Рундлинг
Рундлинг (нем. rundling; в.-луж. kulowc) — вид деревень округлой формы, типичный для германо-славянских поселений в раннесредневековый период.
Такие деревни располагались в полосе центральной Германии из Киля в Богемии, часто названия этих деревень заканчиваются на -itz, -ow и -thin.
Наиболее интересные примеры сосредоточены в небольшом районе Нижней Саксонии в Германии, недалеко от города Люхов.
19 из этих деревень были выдвинуты на рассмотрение как объект всемирного наследия, но итоговое решение было отрицательным.

## История и происхождение
Отсутствуют письменные источники указывающие на время основания рундлингов.
Существует консенсус, что они были основаны в XII веке на земле, которая ранее не обрабатывалась, вероятно, из-за её низкорасположенной болотистой природы, склонности к затоплению и относительной бедности песчаной почвы.
В настоящее время ведущей теорией является теория профессора Вольфганга Мейбейера, который считает, что все рундлинги были основаны более или менее в одно и то же время в XII веке в соответствии с моделью, разработанной тогдашней германской знатью как подходящей для небольших групп преимущественно славянских фермерских хозяйств.
Нет абсолютно никаких доказательств того, что круглая форма этих ранних поселений была славянской по происхождению, как многие когда-то предполагали.
Они возникли в рамках восточной колонизации Генриха Льва (Расселение немцев на восток) в середине XII века.
Славянская керамика была найдена в нескольких сотнях метров от рундлингов, но не в самих деревнях.
Эти деревни, как правило, были небольшими, всего с несколькими фермами, в среднем около 5—7, и строились вдали от путей или дорог, вокруг открытой центральной площадки, которая была частью общинного фонда, не закреплённого за каким-либо конкретным фермером.
Ведущий фермер, которого называли Schulze, имел немного лучший участок, расположенный в центре напротив входа в деревню, и, как правило, дополнительную землю за пределами круга, носившую вендское название Güsteneitz.
Их почти всегда можно найти на границе между низколежащими более влажными землями рядом с водой и более высокими и более сухими землями, более подходящими для возделывания.
Были ли эти заселения добровольными или насильственными, неизвестно, но, по-видимому, это происходило без особого кровопролития.
В последующих веках мы видим совместное проживание немцев и славян.
В конечном итоге это привело к ассимиляции и исчезновению славян в качестве отдельных этнических групп с собственным языком, лужицким или полабским, на которых были даны имена большинству рундлингов.
Один из этих славянских языков продолжал использоваться в районе Люхова до XVIII века.
Существуют письменная хроника и словарь, составленные Иоганном Парумом Шульце из деревни Зютен примерно в 1725 году, в которых отмечается постепенный выход старого языка из употребления.
Район его исторического использования теперь часто называют «Вендланд» в честь тех славянских народов.
Этот район более или менее соответствует нынешним административным границам района Люхов-Данненберг.
Двумя родственными славянскими этническими группами были венды из Шпревальда и лужичане из Верхней Лужицы, вместе составлявшие группу из примерно 60 000 человек.
Деревни были довольно густо разбросаны по территории, подлежащей колонизации, каждая из которых находилась всего в километре от своего соседа.
Это означает, что было очень много довольно маленьких поселений. В очень редких случаях они были объединены в более крупные деревни или отнесены к пригородам городов.
Из 324 названных поселений в сегодняшнем Люхов-Данненберге более 200 являются или когда-то были рундлингами, и практически ни одно из них не было поглощено вторжением городов или было объединено в более крупные деревни, хотя после реформ 1972 года большинство потеряли политическую обособленность.
До 1972 года каждая деревня имела свой отдельный политический статус, что привело к существованию 230 общин в местности, которая была и остается одним из самых малонаселенных районов Германии.
Первоначально в XII и XIII веках было построено около тысячи таких деревень, из которых около 400 дожили до XIX века.
В Люхов-Данненберг их более 200;
это можно определить по картам владения землёй и недвижимостью начала XIX века.
Многие из рундлингов погибли в результате пожаров и были полностью или частично перестроены, не всегда как рундлинг.
На данный момент около 80—100 из этих 200 деревень до сих пор можно опознать неподготовленным глазом как рундлинг, и около 30 из них представляют интерес для туристов.

## Последующая круглая форма
Первоначальная форма рундлинга была полукруглой или в форме подковы.
Большинство из них стали круговыми в период позднего Средневековья, вероятно, между 1500 и 1550 годами, когда увеличилась плотность населения.
Это привело к тому, что первоначальные усадьбы делились на две, три или четыре, а у открытого входа в деревню становились доступны дополнительные клиновидные земли, которые фактически закрывали деревню и оставляли только одну дорогу, ведущую снаружи.
Такое развитие событий, по-видимому, предписывалось свыше.
В любом случае большинство изначально полукруглых деревень стали более близкими к круглым, хотя на самом деле было много решений немного иной формы.
Некоторые из сегодняшних рундлингов имеют продолговатую или неправильную форму.
Первоначальная модель с одним входом была в некоторых случаях изменена, чтобы учесть, скажем, путь к местной церкви или к местной мельнице.
В более поздние годы эти пути, возможно, были расширены для проезда транспортных средств.
Хотя очень многие современные рундлинги сохранили свою обособленность, многие из них расширились за последнее столетие и включили в себя современные дома, обычно в одном направлении от первоначального круга.
Иногда это приводит к вытянутой форме деревни со старым рундлингом в конце.

## Внешнее расположение церквей
Характерной чертой, отличающей рундлинги от других сельских поселений в Европе, является отсутствие церковных построек в их границах. Церкви, порой довольно древние, а также имеющиеся при них кладбища располагаются далеко за пределами рундлинга.
Это могло происходить потому, что рундлинги обычно строились только чуть выше уровня грунтовых вод, тогда как церквям требовалось более высокое место, чтобы обеспечить достаточную глубину для их захоронений.
Также это могло быть результатом того, что отдельная деревня слишком мала для содержания церкви, поэтому церковь должна была обслуживать несколько деревень.
По мнению большинства исследователей, это показывает, что христианизация пришла в деревни поздно, уже после того, как была создана их основная структура.
Возможно, церковь казалась просто неуместной внутри, иначе среди более чем 200 деревень в Вендланде нашлось бы исключение, однако их нет даже в деревнях, расположенных на возвышенностях.
В них нет не только церквей, но и школ, общественных зданий, магазинов и практически нет торговых точек.
Деревни состоят исключительно из фермерских домов.